# Love Station (早見優の曲)
「Love Station」（ラブ・ステーション）は、1986年10月22日にトーラスレコードからリリースされた早見優の18枚目のシングル。

## 概要
表題曲「Love Station」はキャッチーなメロディーにロック・アレンジを施した楽曲で、早見自身も「洋楽キャスター」としてサブ司会者を務めていたテレビ朝日系音楽番組『ミュージックステーション』の初期テーマ曲として、放送開始直前の番組宣伝のCMで使用された。作詞は前作「Newsにならない恋」に引き続き澤地隆が担当している。
初めて裏声を使った楽曲であり、早見自身はなかなか上手く歌うことが出来ず、何回もレコーディングし直した記憶があると回顧している。

## 収録曲
1. Love Station
  - 作詞: 澤地隆 / 作曲: 高橋研 / 編曲: 西平彰
2. 優しくCOOL EYES
  - 作詞: 吉元由美 / 作曲・編曲: 後藤次利